# 佐々木康治
佐々木 康治（ささき こうじ、1936年1月30日-）は日本出身の元サッカー選手。ポジションはFW。

## 経歴
関西大学在学時の1957年に日本代表に選出され中国遠征に参加、同年10月20日の八一足球隊戦（国際Cマッチ）で代表デビューを飾った。1959年のローマオリンピック予選、1960年のFIFAワールドカップ・チリ大会予選に出場するなど国際Aマッチ14試合出場1得点を記録した。
1960年11月20日に行われたFIFAワールドカップ・チリ大会予選の韓国戦では後半23分にコーナーキックからヘディングシュート決めている。
卒業後に日本ダンロップに入社し、サッカー部に所属。古川好男らと共に全国都市対抗サッカー選手権大会において1957年、1958年、1959年の3年連続ベスト4進出に貢献した。

## 所属クラブ
- 明星高等学校
- 関西大学
- 日本ダンロップ/住友ゴム[1]

## 代表歴

### 出場大会
- ローマオリンピック予選
- ワールドカップチリ大会予選

### 試合数
- 国際Aマッチ 14試合 1得点(1958-1961)

| 日本代表 | 国際Aマッチ | 国際Aマッチ | その他 | その他 | 期間通算 | 期間通算 |
| 年       | 出場        | 得点        | 出場   | 得点   | 出場     | 得点     |
| -------- | ----------- | ----------- | ------ | ------ | -------- | -------- |
| 1957     | 0           | 0           | 7      | 1      | 7        | 1        |
| 1958     | 2           | 0           | 1      | 0      | 3        | 0        |
| 1959     | 8           | 0           | 7      | 0      | 15       | 0        |
| 1960     | 1           | 1           | 13     | 2      | 14       | 3        |
| 1961     | 3           | 0           | 3      | 1      | 6        | 1        |
| 通算     | 14          | 1           | 31     | 4      | 45       | 5        |

### 出場
| No. | 開催日         | 開催都市         | スタジアム   | 対戦相手     | 結果       | 監督                             | 大会               |
| --- | -------------- | ---------------- | ------------ | ------------ | ---------- | -------------------------------- | ------------------ |
| 1.  | 1958年12月25日 | 香港             |              | 香港         | ●2-5       | 竹腰重丸                         | 国際親善試合       |
| 2.  | 1958年12月28日 | クアラルンプール |              | マラヤ       | ●2-6       | 竹腰重丸                         | 国際親善試合       |
| 3.  | 1959年01月04日 | ペナン           |              | マラヤ       | ○3-1       | 竹腰重丸                         | 国際親善試合       |
| 4.  | 1959年01月10日 | シンガポール     |              | シンガポール | ○4-3       | 竹腰重丸                         | 国際親善試合       |
| 5.  | 1959年01月11日 | シンガポール     |              | シンガポール | ●2-3       | 竹腰重丸                         | 国際親善試合       |
| 6.  | 1959年08月31日 | クアラルンプール |              | 香港         | △1-1(延長) | 竹腰重丸                         | ムルデカ大会       |
| 7.  | 1959年09月03日 | クアラルンプール |              | シンガポール | ○4-1       | 竹腰重丸                         | ムルデカ大会       |
| 8.  | 1959年09月05日 | クアラルンプール |              | 韓国         | △0-0       | 竹腰重丸                         | ムルデカ大会       |
| 9.  | 1959年12月13日 | 東京都           | 後楽園競輪場 | 韓国         | ●0-2       | 竹腰重丸                         | オリンピック予選   |
| 10. | 1959年12月20日 | 東京都           | 後楽園競輪場 | 韓国         | ○1-0       | 竹腰重丸                         | オリンピック予選   |
| 11. | 1960年11月06日 | ソウル           |              | 韓国         | ●1-2       | デットマール・クラマー（コーチ） | ワールドカップ予選 |
| 12. | 1961年08月02日 | クアラルンプール |              | マラヤ       | ●2-3       | 高橋英辰                         | ムルデカ大会       |
| 13. | 1961年08月06日 | クアラルンプール |              | インド       | ○3-1       | 高橋英辰                         | ムルデカ大会       |
| 14. | 1961年08月10日 | クアラルンプール |              | 南ベトナム   | ●2-3       | 高橋英辰                         | ムルデカ大会       |

### 得点数
| No. | 開催日         | 開催地 | 会場 | 相手 | 結果 | 大会               |
| --- | -------------- | ------ | ---- | ---- | ---- | ------------------ |
| 1   | 1960年11月06日 | ソウル |      | 韓国 | ●1-2 | ワールドカップ予選 |